# 大酒店 (紐約市)

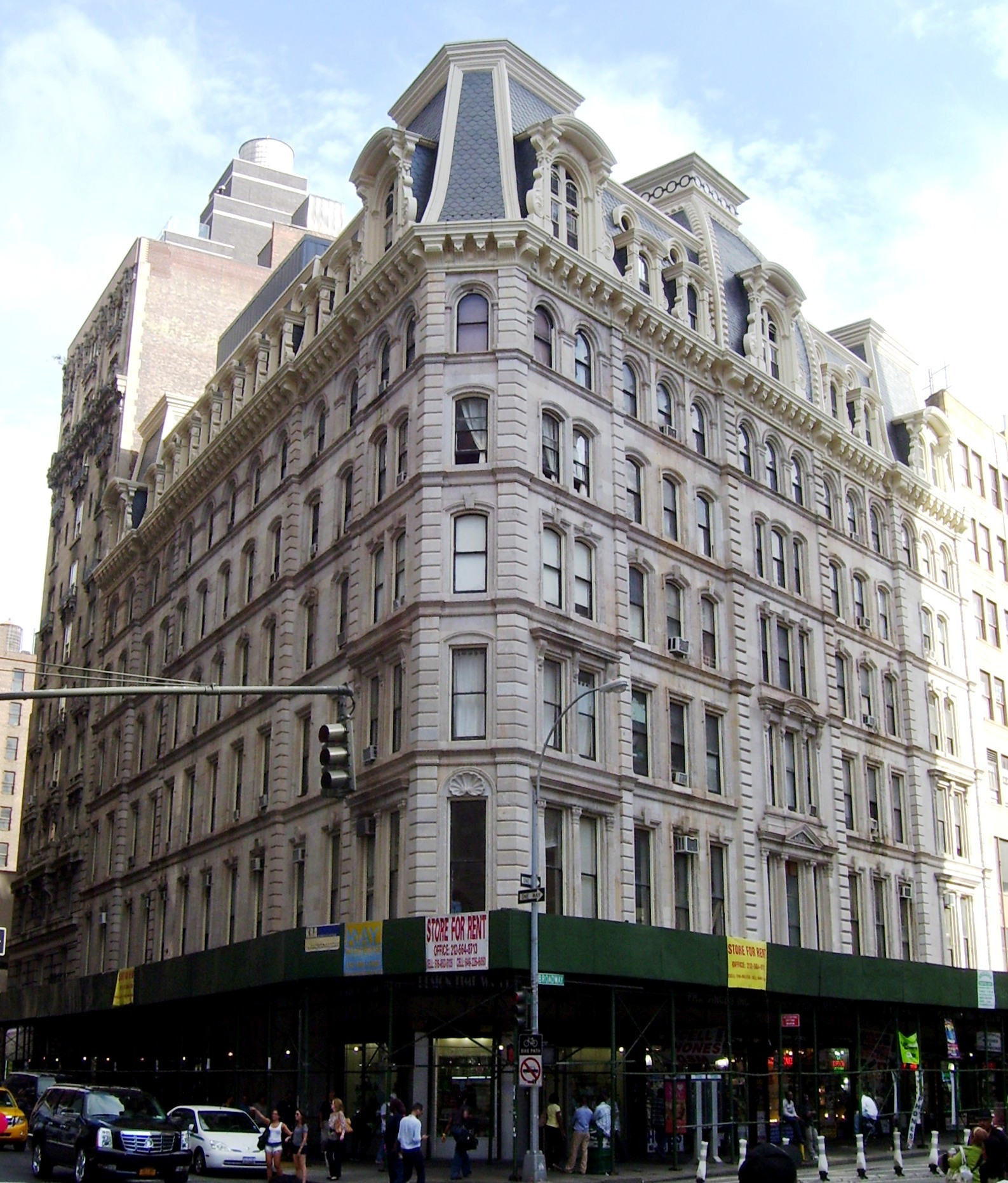
大酒店

大酒店（Grand Hotel）是位於美國紐約市曼哈頓百老汇大街1232號至1238號的一座建築。

## 历史
興建於1868年，是一座第二帝國式建築。在19世紀後期，大酒店所在地區是紐約市的主要娛樂區之一。1979年，大酒店被列入紐約市地標。1983年，大酒店被列入國家史蹟名錄。